# Java Community Process
O Java Community Process, ou JCP, é um processo formalizado que permite que as partes interessadas se envolvam nas definições de versões futuras e funcionalidades da plataforma Java. 

## Java Specification Requests
O processo JCP utiliza os Java Specification Requests (JSRs), que são documentos formais que descrevem as especificações propostas e tecnologias que se pretende adicionar na plataforma Java. São conduzidas revisões públicas e formais antes que um JSR se torne final e seja votado pelo comitê executivo do JCP. Um JSR que chega ao status final torna-se uma implementação de referência que provê uma versão livre da tecnologia na forma de código fonte e um Technology Compatibility Kit que permite a verificação da API especificada.
O próprio JCP é descrito por um JSR. A última versão do JCP (2006) é descrito pelo JSR-215.